# 307

## Починали
- Север II, римски император